# 15 novembre 1902
Le samedi 15 novembre 1902 est le 319e jour de l'année 1902.

## Naissances
- Diego Giacometti (mort le 15 juillet 1985), sculpteur suisse
- Franco Antonicelli (mort le 6 novembre 1974), essayiste, poète et militant antifasciste italien
- Frederico de Freitas (mort le 12 janvier 1980), compositeur
- Goparaju Ramachandra Rao (mort le 26 juillet 1975), athée indien
- Klemens Biniakowski (mort le 6 mars 1985), athlète polonais
- Léopold-Jean Daras (mort le 1 janvier 1980), peintre belge
- Markian Popov (mort le 22 avril 1969), général soviétique
- Pierre Beausire (mort le 8 décembre 1990), écrivain, critique littéraire, bellettrien et poète vaudois
- S. V. Krishnamoorthy Rao (mort le 18 novembre 1968), personnalité politique indienne

## Décès
- Pierre Rougeyron (né le 1er avril 1817), missionnaire mariste français

## Événements
- Création des gares de Katterat, Narvik, Rombak et Straumsnes en Norvège.